# 曼韦尔 (北达科他州)
曼韦尔（英語：Manvel），是美国北达科他州下属的一座城市。根据2010年美国人口普查，该市有人口360人。2011年估计该市有人口359人，相对于2010年，增长率为?0.28%。